# Josef Frolík
Josef Frolík (geboren 22. September 1928 in Libušín, Tschechoslowakei als Josef Lukeš; gestorben 11. Mai 1989 in Florida) war ein tschechoslowakischer Geheimdienstler und 1969 Überläufer in die USA.

## Leben
Frolík besuchte die Handelsschule in Slaný und arbeitete danach als Buchhalter bei der Zeitung Rudé právo. Während seines Militärdienstes im Jahr 1952 in der Tschechoslowakischen Volksarmee wurde er für den Tschechoslowakischen Staatssicherheitsdienst angeworben, 1955 wurde er Offizier mit der Aufgabe der Überwachung der Personen im tschechoslowakischen Außenhandel und in der Gegenspionage. Von 1964 bis 1966 war er mit einem Diplomatenpass in Großbritannien eingesetzt, sein lokaler Führungsoffizier war ein Diplomat aus der tschechoslowakischen Botschaft in London. Bei der Rückkehr nach Prag stellte er fest, dass er selbst überwacht wurde. Spätestens nach der Niederschlagung des Prager Frühlings 1968 knüpfte er Kontakte zum US-amerikanischen Geheimdienst CIA. 
1969 lief er zum CIA über und verriet Strukturen des Geheimdienstes und die Namen von 400 der 2000 Geheimdienstmitarbeiter. In der Folge wurden zahlreiche Agenten in Großbritannien und in Asien aufgedeckt und festgenommen. 
Er sagte vor einem Unterausschuss des Senats der Vereinigten Staaten aus. 1975 schrieb er ein Buch über verschiedene Geheimdienstaktivitäten der Warschauer-Pakt-Staaten, das in den USA veröffentlicht wurde. Frolik wurde fortan als Berater der CIA beschäftigt. In der Tschechoslowakei wurde er 1971 in Abwesenheit zum Tode verurteilt. Im Jahr 1976 gab er dem ZDF ein Interview, in dem er die Behauptungen aus seinem Buch bekräftigte, dass östliche Geheimdienste die vom Befreiungsausschuss Südtirol durchgeführten Bombenanschläge zwischen 1956 und 1969 beeinflusst hätten.
Im Zusammenhang mit der Fake-News-Affäre über das vermeintliche Verhalten von Bundeswehrsoldaten im Land des NATO-Partners Litauen im Jahr 2017 erinnerte der sicherheitspolitische Redakteur der FAZ Lorenz Hemicker an die laut Frolík von östlichen Geheimdienstlern inszenierte Affäre über das Verhalten von Bundeswehrsoldaten auf dem Truppenübungsplatz Castlemartin in Pembrokeshire in Wales im Jahr 1962.

## Schriften
- The Frolik defection: the memoirs of an intelligence agent, Cooper, London 1975
- Špión vypovídá. Index, Köln 1979